# Textura (pintura)
En pintura la textura és una agregació de formes o colors que es perceben com a variacions o irregularitats en una superfície contínua. La textura de la pintura és la que dona forma i volum a diferents tipus de creacions artístiques, i pot ser visual, quan les diferències de textura només poden ser captades per l'ull i no pel tacte, o tàctil, quan a més de la vista respon al tacte.